# Parque nacional Islas Cumberland del Sur
Islas Cumberland del Sur es un parque nacional en Queensland (Australia), ubicado a 831 km al noroeste de Brisbane.

## Datos
- Área: 21,80 km²
- Coordenadas: 20°44′28″S 149°28′25″E / -20.74111, 149.47361
- Fecha de Creación: 1994
- Administración: Servicio para la Vida Salvaje de Queensland
- Categoría IUCN: II

Véase también:
- Zonas protegidas de Queensland

- Datos: Q2304246